# Christina Aguilera (Album)
Christina Aguilera ist das Debütalbum der US-amerikanischen Pop-Sängerin Christina Aguilera. Es wurde am 24. August 1999 in den USA veröffentlicht. Das Album wurde ein weltweiter Erfolg und brachte Aguilera über Nacht den weltweiten Durchbruch mit ihrer Debütsingle Genie in a Bottle. Es folgten die Singles What a Girl Wants, I Turn to You und Come On Over Baby (All I Want Is You), die an den Erfolg der ersten Single anknüpfen konnten. Genie in a Bottle wurde im Sommer 1999 ein Nummer-eins-Hit in den Billboard Hot 100 und eine der erfolgreichsten Singles aller Zeiten. Aguilera hatte mit den Singles aus diesem Album drei Nummer-eins-Hits in den USA und drei Top-Ten-Hits im Vereinigten Königreich. Das Album enthält auch den Song Reflection, den Aguilera ein Jahr früher als Soundtrack zum Disney-Film Mulan gesungen hat. Im Februar 2000 erhielt sie bei der 42. Grammyverleihung den Grammy als „Best New Artist“; dies gilt als Überraschungserfolg, da zu dieser Zeit nur die Single Genie in a Bottle ausgekoppelt war. Des Weiteren traf Aguilera auf eine Konkurrenz mit starken Verkaufszahlen, wie Britney Spears, Kid Rock oder Macy Gray.

## Entstehung
Im Frühjahr 1998 wurde Christina Aguilera ausgewählt, das Lied Reflection für den Disney-Zeichentrickfilm Mulan zu singen. Der Song erreichte Platz 16 der Billboard Hot 100 und wurde für einen Golden Globe Award nominiert. RCA Records gab Aguilera in derselben Woche einen Plattenvertrag. Daraufhin arbeitete Aguilera mit verschiedenen Produzenten an ihrem Debütalbum.

## Inhalt und Musikalischer Stil
Das Album handelt sehr von jugendlichen Themen, wie Liebe, Partys und Freundschaft. Christina Aguilera ist hauptsächlich ein Pop- und R&B-Album, enthält aber auch Hip-Hop-inspirierte Songs wie Obvious und Love for All Seasons sowie schnellere Dance-Pop-Nummern, wie zum Beispiel ihr Welthit Genie in a Bottle. Das Album enthält aber auch Latin-Tracks, wie ihren Nummer-eins-Hit Come On Over Baby (All I Want Is You). Come On Over Baby … galt als Inspiration für weitere Latin-Songs, dadurch nahm Aguilera alle Lieder für ihr nächstes spanisches Album Mi Reflejo auf Spanisch auf.

## Verschiedenes
Obvious, der letzte Song des Albums, war ursprünglich eine von Aguileras Demo-Aufnahmen, welche sie Ron Fair schickte, bevor Aguilera den Plattenvertrag bekam.
Britney Spears und Aguilera erzielten beide jeweils mit ihrem Debüt-Hit und ihrem Debüt-Album den ersten Platz der Charts. Dadurch entstand eine Rivalität zwischen beiden Frauen. Dies war allerdings nur ein Gerücht, welches Aguilera und Spears selbst widerlegten, indem sie Hand in Hand bei den MTV Video Music Awards 2000 auf die Bühne kamen.

## Rezeption

### Kritiken
| Professionelle Bewertungen | Professionelle Bewertungen |
| -------------------------- | -------------------------- |
| Kritiken                   |                            |
| Quelle                     | Bewertung                  |
| allmusic                   | [ 3 ]                      |
| Rolling Stone              | [ 4 ]                      |
| Sputnikmusic               | [ 5 ]                      |

Das gleichnamige Debütalbum von Christina Aguilera wurde von Kritikern gemischt aufgenommen. Allmusic gab dem Album 4 von 5 Sternen und urteilte: „Das Songwriting ist stark — die Balladen sind gefühlvoll, die Dance-Nummern sind kitschig — die Produktion ist perfekt, dadurch steht Aguileras Gesang die ganze Zeit im Vordergrund. Sie ist eine Bereicherung für Balladen und Liebeslieder.“ Amazon gab dem Album 4,5 von 5 Sternen.

## Singles

### Genie in a Bottle

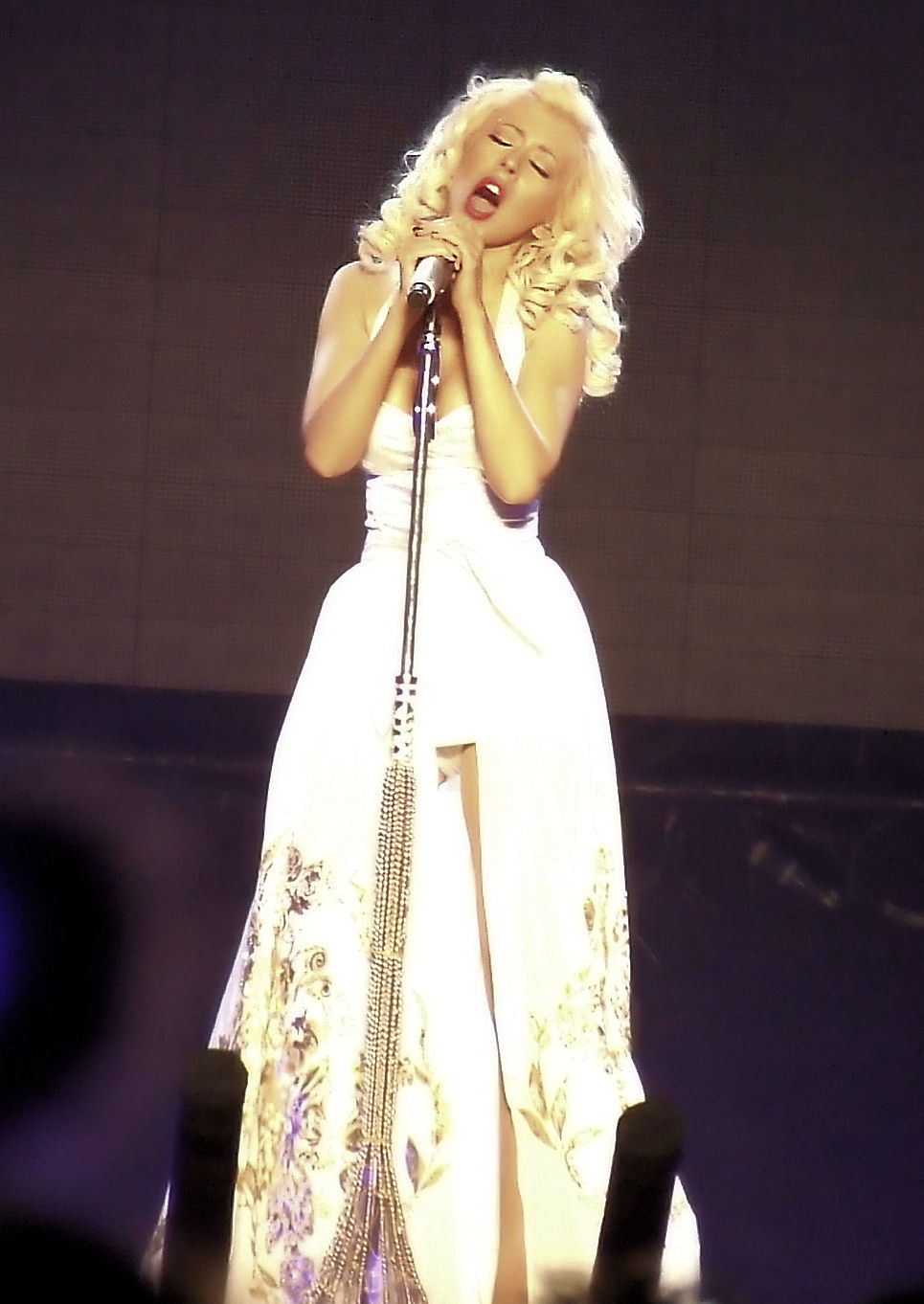
Christina Aguilera singt Genie in a Bottle auf ihrer Back to Basics World Tour 2006

Genie in a Bottle ist die erste Singleauskopplung von Christina Aguileras Debütalbum Christina Aguilera. Der Titel war Aguileras Durchbruch und hielt sich fünf Wochen auf Platz 1 der Billboard Hot 100. Der Song wurde mehrfach mit Platin ausgezeichnet, und Christina Aguilera wurde mit ihm für den Grammy in der Kategorie „Best Female Pop Vocal Performance“ nominiert.
Nachdem Aguilera einen Plattenvertrag bei RCA Records unterschrieben hatte, begann sie, an ihrem Debütalbum zu arbeiten. David Frank, Steve Kipner und Pamela Sheyne schrieben Genie in a Bottle; Aguilera war jedoch nicht überzeugt, dass der Song ihre Stimme genügend hervorhebe. Die Songwriter erklärten, es sei ein Kampf zwischen Aguilera und ihren Produzenten gewesen, denn Aguilera wollte die Kraft und den Mut in ihrer Stimme zeigen, aber die Produzenten hielten sie zurück. Der Originaltitel des Songs war If You Wanna Be With Me, aber RCA war der Meinung, Genie in a Bottle sei besser geeignet.
Der Text handelt von jungen Frauen, die einen Partner suchen, um die Nächte miteinander zu verbringen. Der Songtext wurde an den Stellen zensiert, an denen Aguilera „you gotta treat me the right way“ singt.
Beim Musikvideo führte Diane Martell Regie; die Aufnahmen begannen im Sommer 1999 in Malibu, Kalifornien. Aguilera trägt im Video knappe Hip-Hop-Kleidung.
Aguilera sang 2008 bei den MTV Video Music Awards in Hollywood eine Remake-Version des Songs mit dem Titel Genie 2.0.Genie 2.0 ist außerdem auf ihrem ersten Greatest-Hits-Album Keeps Gettin' Better a Decade of Hits enthalten.
Der Song wurde am 22. Juni 1999 veröffentlicht und erreichte neben Platz 1 der Billboard-Pop-Charts auch die „Top 40 Mainstream'-Charts“, „Top 40 Tracks“- und „Rythmic Top 40“-Charts sowie die „Top 40 Adult“-Charts. Die spanische Version von Genie in a Bottle, Genio Atrapado, wurde ein Tophit in den „Latin-Charts“.
Genie in a Bottle blieb 25 Wochen in den Billboard Hot 100 und 43 Wochen in den britischen Charts, wo er sich, wie ebenfalls in Kanada, mehrere Wochen auf Platz 1 hielt.
Der Song ist Aguileras zweitgrößter Charterfolg, hinter Lady Marmalade, eine Zusammenarbeit mit Lil’ Kim, Mýa und Pink. Genie in a Bottle wurde in Deutschland für über 500.000 verkaufte Einheiten ebenfalls mit Platin ausgezeichnet.
Genie in a Bottle wurde Aguileras erster weltweiter Nummer-eins-Hit in den weltweiten Single-Charts, wo der Song 29 Wochen blieb. Die Single verkaufte sich weltweit mehr als eine Million Mal. Der Song war in den US-amerikanischen und den europäischen Jahrescharts auf Platz 7.
Für Genie in a Bottle erhielt Aguilera eine Grammy-Nominierung in der Kategorie „Best Female Pop Vocal Performance“ 1999. Die Single brachte Aguilera viele Auszeichnungen ein, wie z. B. „Best Selling New Artist“ bei den World Music Awards.
| Jahr | Veranstaltung       | Award                             | Ergebnis  |
| ---- | ------------------- | --------------------------------- | --------- |
| 1999 | Grammys             | Best Female Pop Vocal Performance | Nominiert |
| 1999 | MTV Asia Awards     | Hotseat Artist of the Month       | Gewonnen  |
| 1999 | Blockbuster Award   | Favorite Single                   | Gewonnen  |
| 2000 | World Music Awards  | Best Selling New Artist           | Gewonnen  |
| 2000 | Ivor Novello Awards | International Hit of the Year     | Gewonnen  |

### What a Girl Wants

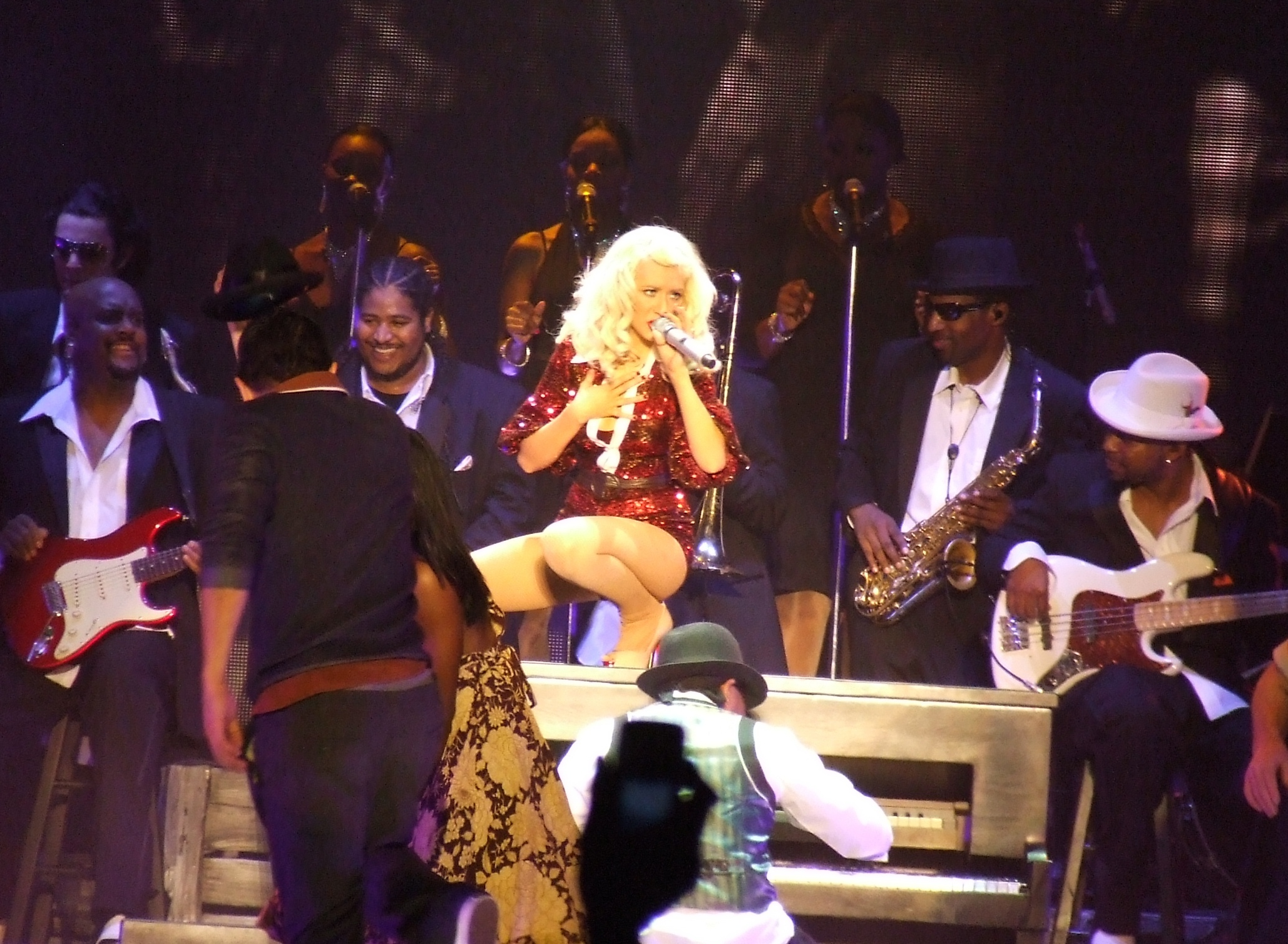
Christina Aguilera singt What a Girl Wants

What a Girl Wants ist die zweite Singleauskopplung aus Christina Aguileras Debütalbum, Christina Aguilera. Das Stück wurde im November 1999 veröffentlicht und erreichte am 15. Januar 2000 Platz 1 in den Billboard Hot 100, den es zwei Wochen hielt. Damit wurde What a Girl Wants nach Genie in a Bottle Aguileras zweiter Nummer-eins-Hit in den USA. In den Billboard Hot 100 wurde der Song der erste Nummer-eins-Hit des neuen Jahrtausends. Die Single erreichte Platz 3 in der britischen Hitparade und Platz 5 in Australien. What a Girl Wants bestätigte, dass Aguilera kein One-Hit-Wonder war. Die Single erhielt fünf Nominierungen bei den MTV Video Music Awards, in den Kategorien „Best Female Video“, „Best New Artist“, „Best Pop Video“, „Viewer’s Choice“ und „Best Choreography“. Außerdem hatte das Lied eine Grammy-Nominierung für „Best Female Pop Vocal Performance“ 2001.
Aguilera sang What a Girl Wants seit 2002 regelmäßig bei ihren Konzerten und veröffentlichte verschiedene Live-Versionen des Songs. Die meisten Liveauftritte mit What a Girl Wants hatte sie während ihrer Stripped-Welttournee, Ende 2002, außerdem sang Aguilera What a Girl Wants auf ihrer Back to Basics-Welttournee 2006.
Die Regie zum Musikvideo führte Diane Martel, die bereits die Regie für Aguileras Hit Genie in a Bottle führte. Josh Duhamel ist Gast beim Musikvideo als Aguilera Liebespartner. Das Video beginnt mit Aguilera und ihren Freunden, die in einen virtuellen Raum gehen, wo Aguilera für eine Jungengruppe tanzt. Das Musikvideo hat eine Pause in der Szene, in der Aguilera mit Badesachen auf dem Boden liegt, während eine Gruppe Tänzerinnen um Aguilera tanzen. Dann sieht man wieder die Originalszene, in der Aguilera für die Jungen tanzt. Das Video bekam bei Total Request Live die sechstmeisten Aufrufe und Zuschauer aller Zeiten. Das Video wurde Ende 1999 aufgenommen.
Obwohl What a Girl Wants nicht den ganz großen Erfolg der Debütsingle Genie in a Bottle wiederholen konnte, wurde die Single ein Hit. Der Song erreichte Platz 1 in den Billboard Hot 100 und Platz 1 der Verkaufscharts, somit wurde What a Girl Wants Aguileras zweiter Nummer-eins-Hit in den USA, zwei Wochen lang konnte sich der Song auf Platz 1 halten und wurde der erste Nummer-eins-Hit in den Billboard Hot 100 im neuen Jahrtausend. In den Hot 100 Airplay Charts erreichte der Song Platz 2. Die Single wurde in den USA mit Gold ausgezeichnet. International war der Song mit Platz 3 in den britischen Charts und dem fünften Platz in den kanadischen Charts erfolgreich.
Es wurde eine Maxi-CD-Single veröffentlicht zusammen mit dem Song Run, dadurch konnte sich die CD auf Platz 2 der Verkaufscharts platzieren.
In fast jedem Land erreichte die Single die Top-20 der Charts. In Neuseeland erreichte der Song auch Platz 1, wo er sich fünf Wochen lang halten konnte. Am 13. März 2000 besuchte Aguilera Neuseeland, weil ihre Single dort den ersten Platz erreicht hatte. Mit mehr als 7.500 verkauften Einheiten wurde What a Girl Wants in Neuseeland auch mit Gold ausgezeichnet, sowie in Schweden. Die Single erreichte Platz 19 der Jahrescharts in den USA und Platz 32 in Neuseeland.
Der Song ist auf dem Spiel „Karaoke Revolution“ enthalten.
| Jahr | Show                   | Award                             | Resultat  |
| ---- | ---------------------- | --------------------------------- | --------- |
| 2000 | MTV Video Music Awards | Best Female Video                 | Nominiert |
| 2000 | MTV Video Music Awards | Best Pop Video                    | Nominiert |
| 2000 | MTV Video Music Awards | Best New Artist in a Video        | Nominiert |
| 2000 | MTV Video Music Awards | Viewer’s Choice                   | Nominiert |
| 2000 | MTV Video Music Awards | Best Choreography in a Video      | Nominiert |
| 2001 | Grammy Awards          | Best Female Pop Vocal Performance | Nominiert |

Verschiedene Versionen wurden als Single-Version von der Album-Version benutzt. Es wurde ein Video einer älteren Fassung der Single-Version verwendet. Vier offizielle Remixe wurden in den USA als Maxi-CD veröffentlicht, zwei von ihnen sind von Eddie Arroyo und Thunderpuss. Einige Remixe wurden als internationale Version des Songs veröffentlicht.

### Come On Over Baby (All I Want Is You)

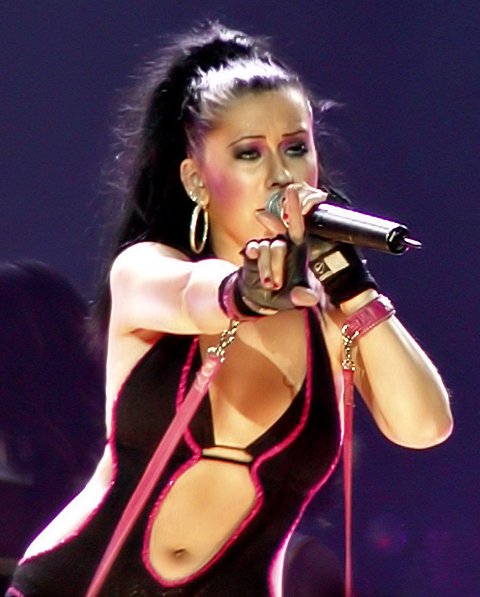
Christina Aguilera singt Come On Over während ihrer Stripped Tour.

Come On Over Baby (All I Want Is You) ist ein Song von der US-amerikanischen Sängerin Christina Aguilera. Er wurde von Aguilera, Paul Rein, Johan Aberg, Celebrity Status (C. Blackmon, R. Cham, E. Dawkins), Guy Roche, Shelly Peiken und Ron Fair für Aguileras Debütalbum Christina Aguilera geschrieben, das im Jahr 1999 veröffentlicht wurde. Es wurde von Celebrity Status und Fair co-produziert.
Der Song handelt von Aguileras Freund (Come on over baby … cause all I want is you). Er wurde als vierte Single aus dem Album im Sommer 2000 veröffentlicht. Come On Over Baby war die erste Single, für die Aguilera gute Kritiken bekam. Das Lied erreichte den ersten Platz in den Billboard Hot 100 und wurde somit Aguileras dritter Nummer-1-Hit in den USA.
Bei beiden Musikvideos – Come On Over Baby (All I Want Is You) und Ven Conmigo (Solamento Tú) – führte Paul Hunter Regie.
Wie What a Girl Wants, der zweiten Single des Albums, wurden eine Remix-Version und eine wiederveröffentlichte Version von Come On Over Baby (All I Want Is You) produziert und als eigene Single und als Original-Single vom Album veröffentlicht. Die Album-Version war nicht als Veröffentlichung gedacht. Als die Single von Paul Rein und Johan Aberg geschrieben und produziert worden war, hatten sie die erste Wahl, ob sie den Song veröffentlichen oder nicht. Aguilera und Ron Fair (ihr Mentor) waren nicht beeindruckt von der originalen Version, also produzierten Celebrity Status eine neue Version des Songs.
Als Celebrity Status und Ron Fair Come On Over Baby (All I Want Is You) die Album-Version produzierten, war der Song eher Pop-orientiert; außerdem hatte der Song Hip-Hop-Einflüsse (im Gegensatz zu der ursprünglichen Piano-Version) und einen neuen Text mit mehr sexuellem Inhalt sowie eine Bridge (die das Original nicht hatte) und einen Rap von Aguilera, ein neuer Dance-Pop-orientierter Song, mit mehr Power von Aguilera. (Der Song enthält neue Elemente von Guy Roche und Shelly Peiken.) Aguilera fügte dem Song einen kontroversen sexuellen Rap-Text hinzu, der nicht auf der Album-Version enthalten ist:

“Don’t ya wanna be the one tonight? We can do exactly what you like. Don’t ya wanna be just you and me? We can do what comes naturally.”

Dieser Rap (im zweiten Vers) wurde wie bei Genie in a Bottle zensiert. Im Radio wurde nur die originale Album-Version der Single gespielt, nicht die neue wiederveröffentlichte Single.
Die Regie zum Musikvideo führte Paul Hunter. Das Video beginnt mit Aguillera in einer Telefonzelle mit ihrem Freund, dann bricht sie aus und tanzt mit Badesachen durch eine leere Straße, bis sie nach Hause kommt. Dort geht sie ins Schlafzimmer. Währenddessen kommen Tänzer und Tänzerinnen in das Schlafzimmer und tanzen. In der nächsten Szene strippt Aguilera auf dem Bett, umgeben von den Tänzern.
Das Musikvideo zu Come On Over Baby (All I Want Is You) wurde ein Hit und erreichte bei den TRL-Charts den ersten Platz. Die Szenen waren noch anzüglicher als bei ihrer Debütsingle Genie in a Bottle, aber lange noch nicht so sehr wie beim Musikvideo zu ihrer kommenden Single Dirrty. Nachdem die Medien auf einen Stilwechsel von Aguilera gehofft hatten, zeigte sie wieder ihr sexuelles Image, was man deutlich im Musikvideo sehen kann; wie bei Genie in a Bottle wurden die härtesten Szenen zensiert wie z. B. der Lapdance und das Strippen. Außerdem hatte Aguilera ihre Haare auch schwarz gefärbt, was manche Szenen noch sexueller machen sollte. Im Video inspiriert Aguilera auch ihre Fans für ihr erstes spanischsprachige Album Mi Reflejo und für ihre erste Welttour.
Das Musikvideo zu Ven Conmigo war fast das Gleiche wie das der englischsprachigen Single. In Ven Conmigo trägt Aguilera ein dunkles Augen-Makeup. Ihr Lippenstift ist pink. Bei beiden Videos führte Paul Hunter Regie.
Come On Over Baby (All I Want Is You) wurde Aguileras dritter Nummer-1-Hit in den USA. Die Single wurde in den USA mit Gold ausgezeichnet. Sie war 21 Wochen in den Billboard Hot 100 und landete auf dem 48. Platz der amerikanischen Jahrescharts. Die spanische Single Ven Conmigo wurde ein Nummer-eins-Hit in den Latin Charts und in den spanischen Charts.
Nach heftigen Kritiken von ihrer Plattenfirma RCA wurde die Single doch ein Hit, Platz 1 in den Billboard Hot 100 wurde nicht nur wegen riesigen Verkaufszahlen und Airplay erreicht, sondern auch wegen der Beliebtheit des Musikvideos, das Platz 1 in den TRL-Charts erreichen konnte. Allein wegen der Beliebtheit des Videos ist es bis heute Aguileras erfolgreichstes Musikvideo. Außerdem wurde das Musikvideo bei MTV, TRL und VIVA mit Abstand am meisten abgespielt.
Come On Over Baby (All I Want Is You) erreichte die Top Ten in Großbritannien, Japan und Australien und die Top Twenty in Kanada, in ganz Europa war die Single nicht so erfolgreich mit Platzierungen in den Top Vierzig. Für Aguilera wurde die Single trotzdem internationale erfolgreich mit Platz 1 in Irland und Platz 2 in Neuseeland, wo die Single 13 Wochen in den Charts blieb. In den USA erreichte die Single mit über 500.000 verkauften Einheiten Gold. In Australien wurde die Single mit Platin ausgezeichnet. Come on Over stand vier Wochen auf Platz 1 in den Billboard Hot 100 und blieb 20 Wochen in den australischen Charts.
Die spanische Version erreichte den 1. Platz in den Latin Charts und in den spanischen Charts. Come on Over ist außerdem auf Aguileras erstem Greatest-Hits-Album Keeps Gettin' better A Decade of Hits enthalten.
Christina Aguilera sang Come On Over Baby (All I Want Is You) auf den MTV Video Music Awards 2000. Sie trat mit dem gleichen Outfit auf wie in ihrem Musikvideo zu der Single und mit ihren schwarz gefärbten Haaren. Bei den MTV Video Music Awards präsentierte sie ihren Song zusammen mit Britney Spears. Der Auftritt sorgte für einen Skandal und kam in die Schlagzeilen, als sich beide Sängerinnen am Ende des Auftritts küssten und begrabschten. Aguilera sang ihren Hit jedes Mal auf ihren Welttouren.
Die Single wurde in den US-amerikanischen Radiostationen am 26. September 2000 veröffentlicht. Der Song war in vielen Formaten erhältlich, in Großbritannien sogar als Kassette. Auf den B-Seiten des jeweiligen Formats ist die spanische Version Ven Conmigo enthalten.
- Geschrieben von Celebrity Status
- Produziert von Ron Fair
- Gesang: Christina Aguilera
- Regie Musikvideo Paul Hunter.
- Originale Album-Version geschrieben von Johan Aberg

## Liveauftritte
1999 trat Christina Aguilera zusammen mit Britney Spears und *NSYNC bei den Teen Choice Awards auf, um Werbung für ihr Album zu machen. Aguilera nutzte auch den Liveauftritt bei den MTV Video Music Awards 2000 als Promotion für ihr Album. Es folgte ein Liveauftritt in der Halbzeit des 34. Super Bowls.

## Christina Aguilera: In Concert Tour
Die Christina Aguilera: In Concert Tour (auch bekannt als die Sears & Levis US Tour und die Psykoblast Tour) war die erste Welttour von Christina Aguilera. Sie nutzte die Tour, um ihre Alben Christina Aguilera und Mi reflejo zu promoten. Durch die Tour verdiente Aguilera rund 35 Millionen US-Dollar.

## Titelliste

### Standard Edition
1. Genie in a Bottle – 3:39
2. What a Girl Wants – 3:35
3. I Turn to You – 4:33
4. So Emotional – 4:00
5. Come On Over Baby (All I Want Is You) – 3:09
6. Reflection – 3:33
7. Love for All Seasons – 3:59
8. Somebody’s Somebody – 5:03
9. When You Put Your Hands on Me – 3:35
10. Blessed – 3:05
11. Love Will Find a Way – 3:56
12. Obvious – 3:58

### Japanische Bonus Edition
1. We’re a Miracle – 4:09
2. Don’t Make Me Love You – 3:39

### Spanische/Lateinamerikanische Bonus Edition
| #   | Lateinamerikanische/US-Spanische Edition | Songwriter                                         |      |
| --- | ---------------------------------------- | -------------------------------------------------- | ---- |
| 13. | Genio Atrapado (Remix)                   | Frank, Sheyne, Kipner (Übersetzung von Rudy Pérez) | 4:35 |

### Special Edition
1. Genie In a Bottle (Flavio vs. Mad Boris Remix) – 6:31
2. What a Girl Wants (Eddie Arroyo Dance Radio Edit) – 4:05
3. I Turn to You (Thunderpuss Remix) – 4:21
4. Genie Atrapado (Re-Mix) – 4:38
5. Don’t Make Me Love You – 3:39
6. Come On Over (All I Want Is You) (Radio Version) – 3:23[11]

## Kommerzieller Erfolg

### Chartplatzierungen

#### Album
Von dem Album wurden in der ersten Woche über 252.000 Stück in den USA verkauft und schlug damit P. Diddy, der in der vorherigen Woche mit seinem zweiten Album Forever auf Platz eins der Billboard 200 debütiert hatte. Das Album stand infolgedessen eine Woche auf Platz 1. Das Album stand in den U.S. Billboard 200 für 78 Wochen, 107 Wochen in den U.K. Albumcharts und 70 Wochen in den kanadischen Albumcharts.
| ChartsChartplatzierungen       | Höchstplatzierung | Wochen |
| ------------------------------ | ----------------- | ------ |
| Deutschland (GfK)              | 13 (20 Wo.)       | 20     |
| Österreich (Ö3)                | 15 (9 Wo.)        | 9      |
| Schweiz (IFPI)                 | 5 (30 Wo.)        | 30     |
| Vereinigte Staaten (Billboard) | 1 (97 Wo.)        | 97     |
| Vereinigtes Königreich (OCC)   | 14 (53 Wo.)       | 53     |

| ChartsJahrescharts (2000)    | Platzierung |
| ---------------------------- | ----------- |
| Vereinigtes Königreich (OCC) | 88          |

#### Singles
| Jahr | Titel             | Höchstplatzierung, Gesamtwochen, AuszeichnungChartplatzierungen (Jahr, Titel, , Platzierungen, Wochen, Auszeichnungen, Anmerkungen) | Höchstplatzierung, Gesamtwochen, AuszeichnungChartplatzierungen (Jahr, Titel, , Platzierungen, Wochen, Auszeichnungen, Anmerkungen) | Höchstplatzierung, Gesamtwochen, AuszeichnungChartplatzierungen (Jahr, Titel, , Platzierungen, Wochen, Auszeichnungen, Anmerkungen) | Höchstplatzierung, Gesamtwochen, AuszeichnungChartplatzierungen (Jahr, Titel, , Platzierungen, Wochen, Auszeichnungen, Anmerkungen) | Höchstplatzierung, Gesamtwochen, AuszeichnungChartplatzierungen (Jahr, Titel, , Platzierungen, Wochen, Auszeichnungen, Anmerkungen) | Anmerkungen                             |
| Jahr | Titel             | DE | AT | CH | UK | US | Anmerkungen                             |
| ---- | ----------------- | --- | --- | --- | --- | --- | --------------------------------------- |
| 1999 | Genie in a Bottle | DE2 (21 Wo.)DE | AT1 (19 Wo.)AT | CH2 (30 Wo.)CH | UK1 (29 Wo.)UK | US1 (25 Wo.)US | Erstveröffentlichung: 22. Juni 1999     |
| 1999 | What a Girl Wants | DE18 (10 Wo.)DE | AT22 (8 Wo.)AT | CH17 (17 Wo.)CH | UK3 (19 Wo.)UK | US1 (24 Wo.)US | Erstveröffentlichung: 13. November 1999 |
| 2000 | I Turn to You     | DE65 (9 Wo.)DE | — | CH30 (14 Wo.)CH | UK19 (7 Wo.)UK | US3 (22 Wo.)US | Erstveröffentlichung: 1. April 2000     |
| 2000 | Come On Over Baby | DE27 (11 Wo.)DE | AT35 (3 Wo.)AT | CH21 (21 Wo.)CH | UK8 (11 Wo.)UK | US1 (21 Wo.)US | Erstveröffentlichung: 5. August 2000    |

### Auszeichnungen für Musikverkäufe
Christina Aguileras Debütalbum ist bis heute allein in den USA über neun Millionen Mal verkauft worden und wurde aufgrund dieser Zahlen neunmal mit Platin in den USA ausgezeichnet. Weltweit verkaufte es sich laut Quellen mehr als 14 Millionen Mal.
| Land/Region                  | Auszeichnungen für Musikverkäufe (Land/Region, Auszeichnung, Verkäufe) | Verkäufe   |
| ---------------------------- | ---------------------------------------------------------------------- | ---------- |
| Australien (ARIA)            | Platin                                                                 | 70.000     |
| Brasilien (PMB)              | Gold                                                                   | 100.000    |
| Europa (IFPI)                | Platin                                                                 | 1.000.000  |
| Japan (RIAJ)                 | Platin                                                                 | 200.000    |
| Kanada (MC)                  | 6× Platin                                                              | 600.000    |
| Niederlande (NVPI)           | Gold                                                                   | (40.000)   |
| Mexiko (AMPROFON)            | Platin                                                                 | 150.000    |
| Neuseeland (RMNZ)            | Platin                                                                 | 15.000     |
| Schweiz (IFPI)               | Gold                                                                   | (25.000)   |
| Spanien (Promusicae)         | Platin                                                                 | (100.000)  |
| Vereinigte Staaten (RIAA)    | 9× Platin                                                              | 9.000.000  |
| Vereinigtes Königreich (BPI) | Platin                                                                 | (300.000)  |
| Insgesamt                    | 3× Gold · 22× Platin ·                                                 | 11.135.000 |

Hauptartikel: Christina Aguilera/Auszeichnungen für Musikverkäufe

## Auszeichnungen
| Show                                   | Award                                                     |
| -------------------------------------- | --------------------------------------------------------- |
| 1999                                   |                                                           |
| Ivor Novello Award                     | International Hit of the Year: Genie in a Bottle          |
| Teen.com Award                         | Best CD: 'Christina Aguilera'                             |
| Teen.com Award                         | Best Female Artist: Christina Aguilera                    |
| Teen.com Award                         | Best Song Female Artist: Genie in a Bottle                |
| 2000                                   |                                                           |
| ALMA Award                             | Best New Artist: Christina Aguilera                       |
| Amigo Award                            | Best International Newcomer 2000: Christina Aguilera      |
| Billboard Music Award                  | Female Artist of the Year: Christina Aguilera             |
| Blockbuster Award                      | Favorite New Female Artist: Christina Aguilera            |
| Blockbuster Award                      | Favorite Single: Genie in a Bottle                        |
| BMI Award                              | Genie in a Bottle                                         |
| Entertainment Weekly Award             | Best Websites of the 21st Century: christinaaguilera.com  |
| Grammy Award                           | Best New Artist: Christina Aguilera                       |
| Maxim Magazine Women of the Year Award | Best International Female Singer: Christina Aguilera      |
| Starlight Award                        | Outstanding Humanitarian Contribution: Christina Aguilera |
| Teen Magazine Award                    | Best Girl-Power Song: 'What a Girl Wants'                 |
| Teen Magazine Award                    | Best Female Artist: Christina Aguilera                    |
| Teen Magazine Award                    | Most Stylish Female Artist: Christina Aguilera            |
| Latina Magazine                        | 2000 Entertainer of the Year: Christina Aguilera          |
| VH1 Poll Awards                        | Sexiest Teen Idol of 2000: Christina Aguilera             |
| 2001                                   |                                                           |
| BMI Award                              | What a Girl Wants                                         |
| Teen People Award                      | 25 Hottest Stars Under 25: Christina Aguilera             |
| 2002                                   |                                                           |
| ASCAP Pop Music Award                  | Come On Over Baby (All I Want Is You)                     |
| BMI Award                              | Come On Over Baby (All I Want Is You)                     |